# بني تاجر
بلدية بني تاجر (بالإسبانية: Benitachell)‏ (بالفالنسية:El Poble Nou de Benitatxell), هي بلدية تقع في مقاطعة لقنت. جنوب شرق إسبانيا. يبلغ عدد سكانها 4.276 نسمة.